# Тельчак-Пуэрто
Тельчак-Пуэрто (исп. Telchac Puerto) — рыбацкий портовый посёлок на побережье Мексиканского залива в Мексике, штат Юкатан, административный центр одноимённого муниципалитета. Численность населения, по данным переписи 2010 года, составила 1 722 человека.

## Общие сведения
Название Telchac с майяйского можно перевести как: необходимый дождь. Приставка Puerto — с исп. — «порт, портовый», появилась позже, чтобы внести различие в названия между этим посёлком и Тельчак-Пуэбло.

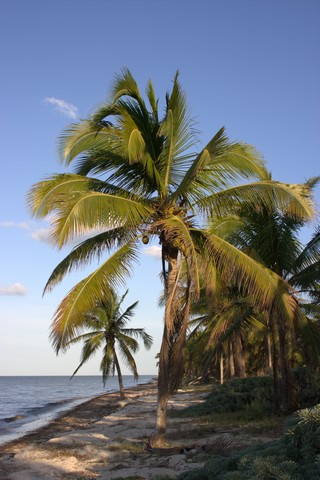
Побережье Тельчак-Пуэрто

В настоящее время Тельчак-Пуэрто очень привлекательный туристический курорт с развитой сферой услуг — гостиницами, ресторанами и пляжами.